# Åktjärnen, Dalarna
Åktjärnen är en sjö i Vansbro kommun i Dalarna och ingår i Dalälvens huvudavrinningsområde. Sjön är 7 meter djup, har en yta på 0,0578 kvadratkilometer och befinner sig 234 meter över havet.

## Delavrinningsområde
Åktjärnen ingår i det delavrinningsområde (671641-141659) som SMHI kallar för Mynnar i Västerdalälvens vattendragsyta. Medelhöjden är 245 meter över havet och ytan är 16,2 kvadratkilometer. Räknas de 7 avrinningsområdena uppströms in blir den ackumulerade arean 65,21 kvadratkilometer. Hulan som avvattnar avrinningsområdet har biflödesordning 3, vilket innebär att vattnet flödar genom totalt 3 vattendrag innan det når havet efter 307 kilometer. Avrinningsområdet består mestadels av skog (30 procent), öppen mark (18 procent), jordbruk (19 procent) och sankmarker (25 procent). Avrinningsområdet har 0,32 kvadratkilometer vattenytor vilket ger det en sjöprocent på 2 procent. Bebyggelsen i området täcker en yta av 0,24 kvadratkilometer eller 1 procent av avrinningsområdet.